# دژ نسویژ
دژ نسویژ یا دژ نیاسیز ((به بلاروسی: Нясвіжскі замак، Niasvižski zamak); روسی: Несвижский замок; (به لهستانی: zamek w Nieświeżu); لیتوانیایی: Nesvyžiaus pilis) یک دژ (:قلعه) مسکونی از خاندان رادزیوی در نیاسیز (Nesvizh)، بلاروس است. این دژ در بلندای ۱۸۳ متری از سطح دریا قرار دارد. دژ و کلیسای کورپوس کریستی در نزدیکی آن که در سده ۱۶ و ۱۷ میلادی ساخته و توسط خانواده رادزیوی تا سال ۱۹۳۹ نگهداری می‌شد، در توسعه معماری اروپای مرکزی و روسیه نقش اساسی داشت. در سال ۲۰۰۵، دژ، کلیسا و محیط اطراف آن در فهرست میراث جهانی یونسکو به ثبت رسید.